# Бургорд, Луиса
Луиса Катарина Бургорд Мадсен (дат. Louise Katharina Burgaard Madsen; род. 17 октября 1992 года) — датская гандболистка, правая полусредняя сборной Дании и ГК «Мец».  Бронзовый призёр чемпионатов мира 2013, 2021 и 2023 годов. Участница летних Олимпийских игр 2012 и 2024 годов. Чемпионка Дании 2014 года, двукратная обладательница Кубка Дании, победительница Кубка EHF 2013 года.

## Биография

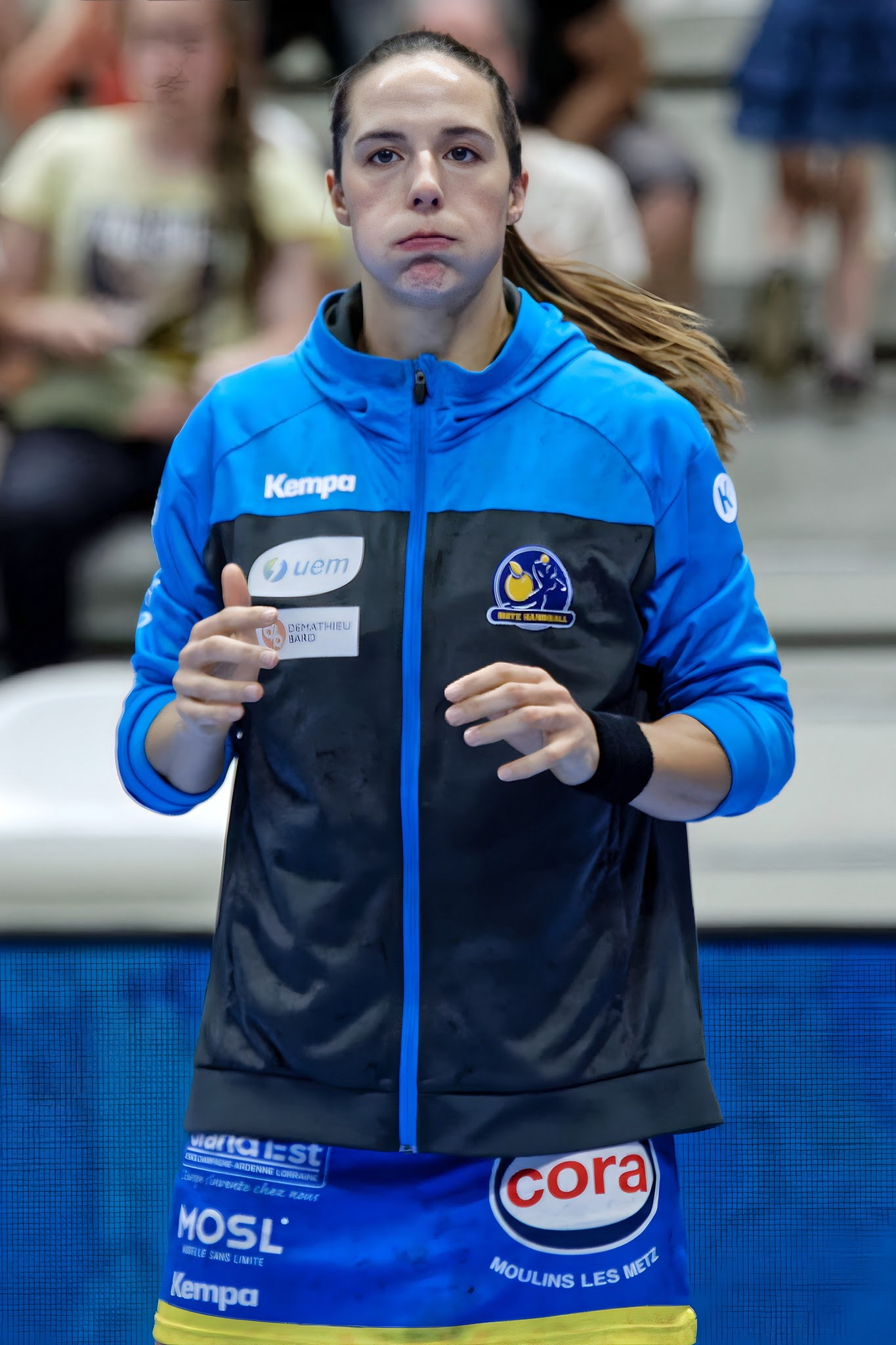
2022 год

Луиса Бургорд начала заниматься в гандбольной секции с 5-летнего возраста. В 2006 году она стала игроком юношеского состава гандбольного клуба.
В 2010 году датская гандболистка подписал контракт с клубом «Вейеном», в составе которого она принимала участие в розыгрыше Кубка ЕГФ в сезоне 2010/11 годов. В 2011 году она присоединилась к другому коллективу «Холстебро», в составе которого в 2013 году стала обладательницей Кубка ЕГФ. С сезона 2013/14 года стала выступать за « Виборг». С этой командой она выиграла Кубок обладателей кубков 2014 года, а также стала чемпионом Дании.
С лета 2015 года она была заиграна за «Мидтьюлланн», который в 2018 году провёл ребрендинг и стал называться "Herning-Ikast Håndbold". В составе этой команды Луиса стала обладателем Кубка Дании в 2015 году. В 2019 году она была признана лучшей правой полусредней чемпионата Дании сезона 2018/2019 годов.
В 2019 году Бургорд покинула родную страну и переехала согласно новому контракту выступать за клуб французской лиги «Мец».

## Карьера в сборной
Она принимала участие в играх своей сборной на чемпионате мира 2011 года, где сборная Дании стала 4-й.
Летом 2012 года она была приглашена в сборную для участия в летних Олимпийских играх в Лондоне. Датчанки на том турнире не смогли выйти из группы.
В составе сборной Дании Бургорд становилась бронзовым призером чемпионата мира 2013 года в Сербии, забила 25 голов в девяти матчах.
Со сборной Дании она также принимала участие в чемпионатах мира 2015, 2017 и 2019 годов. На чемпионате Европы 2020 года она также приняла участие в составе национальной сборной.
На чемпионате мира 2023 года, где датчанки стали бронзовыми призёрами, была признана лучшей правой полусредней турнира.